# Spinning wait cursor

Le spinning wait cursor (terme utilisé officiellement dans le Apple Human Interface Guidelines), appelé aussi familièrement par différents noms, comme Wheel of death, ou roue de la mort, est la roue multicolore de macOS qui remplace le curseur lorsque l'application n'est plus en mesure d'interagir avec l'utilisateur. Ce terme est un équivalent à l'écran bleu de la mort du système d'exploitation Microsoft Windows. Il s'inspire aussi du Kernel panic des systèmes basés sur Linux et Unix, mais aussi du Guru Meditation d'AmigaOS.
Le système finit souvent par rendre la main à l'utilisateur sur l'application concernée : le curseur en rotation représente un indicateur d'attente de ressource (processeur/mémoire/disque/réseau) et n'est pas un indicateur de plantage de l'application. Néanmoins, il arrive qu'un programme finisse par planter à la suite de l'apparition de ce curseur, la ressource demandée n'ayant pas été rendue disponible alors qu'elle était vitale pour celui-ci.
Depuis la version macOS 10.11 (2015) El Capitan, Apple a modifié ce curseur à la façon d'un ballon de plage. Le pointeur comporte désormais des couleurs plus vives et adopte un design plus plat.

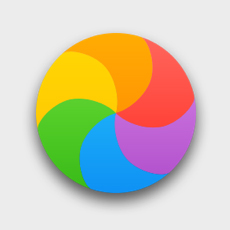
OS X 10.11 Beta Beach Ball